# Louis Dutouquet
Louis Dutouquet, né le 6 septembre 1821 à Hasnon et mort le 30 juin 1903 à Valenciennes, est un architecte français ayant construit de nombreux édifices néo-gothiques.

## Biographie
Formé aux écoles académiques de Valenciennes puis à l'école royale d'architecture de Paris. Il fut l'élève d' Hyppolyte Lebas, promotion 1842.
Il est architecte agréé des communes et du département du Nord par arrêté préfectoral du 4 août 1847.
Il s'installe en 1848 à Valenciennes et y restera toute sa carrière. Il est de 1853 à 1882 administrateur des Académies de peinture, sculpture et architecture de Valenciennes.
Il est ami avec les peintres Abel de Pujol, Bruno Chérier et le sculpteur Jean-Baptiste Carpeaux. Son fils, Émile Dutouquet (1862-1896) est également un architecte formé à l'école des beaux-arts de Paris, promotion 1881.
Son activité concerne essentiellement l'arrondissement de Valenciennes et l'agglomération lilloise ; il est particulièrement reconnu pour ses constructions à caractère religieux.
Il est membre fondateur de la société des architectes du Nord en 1868, initiative impulsée par Auguste Mourcou et Émile Vandenbergh.

## Réalisations
- 1849 : École de filles, rue Cantraine,  Sars-et-Rosières
- 1852-1853 : Mairie-Calvaire de Millonfosse[3]
- 1852-1859 : Église paroissiale de l'Immaculée-Conception, Sars-et-Rosières
- 1852-1859 : Presbytère, Sars-et-Rosières
- 1854 : Pont de la rue des Rosiers à la place du Petit-Rosult, Rosult
- 1859-1863 : Mairie et école, rue du Capitaine-Deken, Rosult
- 1859-1864 : Mairie et école de garçons, place de la mairie, Sars-et-Rosières
- 1864 : Église Notre-Dame-du-Tilleul ou église de Sous-le-Bois, Maubeuge
- 1872 : Sucrerie, actuellement usine d'ouate, rue Albert Riquier, Beuvry-la-Forêt
- 1874-1879 : Église Notre-Dame du Sacré-Cœur, Armentières. Détruite durant la Première Guerre mondiale[4]
- 1879 : Abattoir, rue Molière,Condé-sur-l'Escaut
- 1881 : Kiosque, place verte, Condé-sur-l'Escaut
- 1882 : Monastère, Situé à l'angle des rues Nationale et du Port, Lille. Actuel lycée Thérèse d'Avila[5].
- 1884 : Hospice, 13 rue du maréchal de Croy, Condé-sur-l'Escaut
- 1879-1887 : Faculté catholique, Palais Académique, Boulevard Vauban, Lille[6]
- 1885-1889 : Dispensaire Saint-Raphaël et Maternité Sainte-Anne, puis hôpital dit Clinique Saint-Raphaël, 86 rue du port  Lille
- 1893 : Église Sainte-Pharaïlde, Bruay-sur-l'Escaut[7]

## Galerie

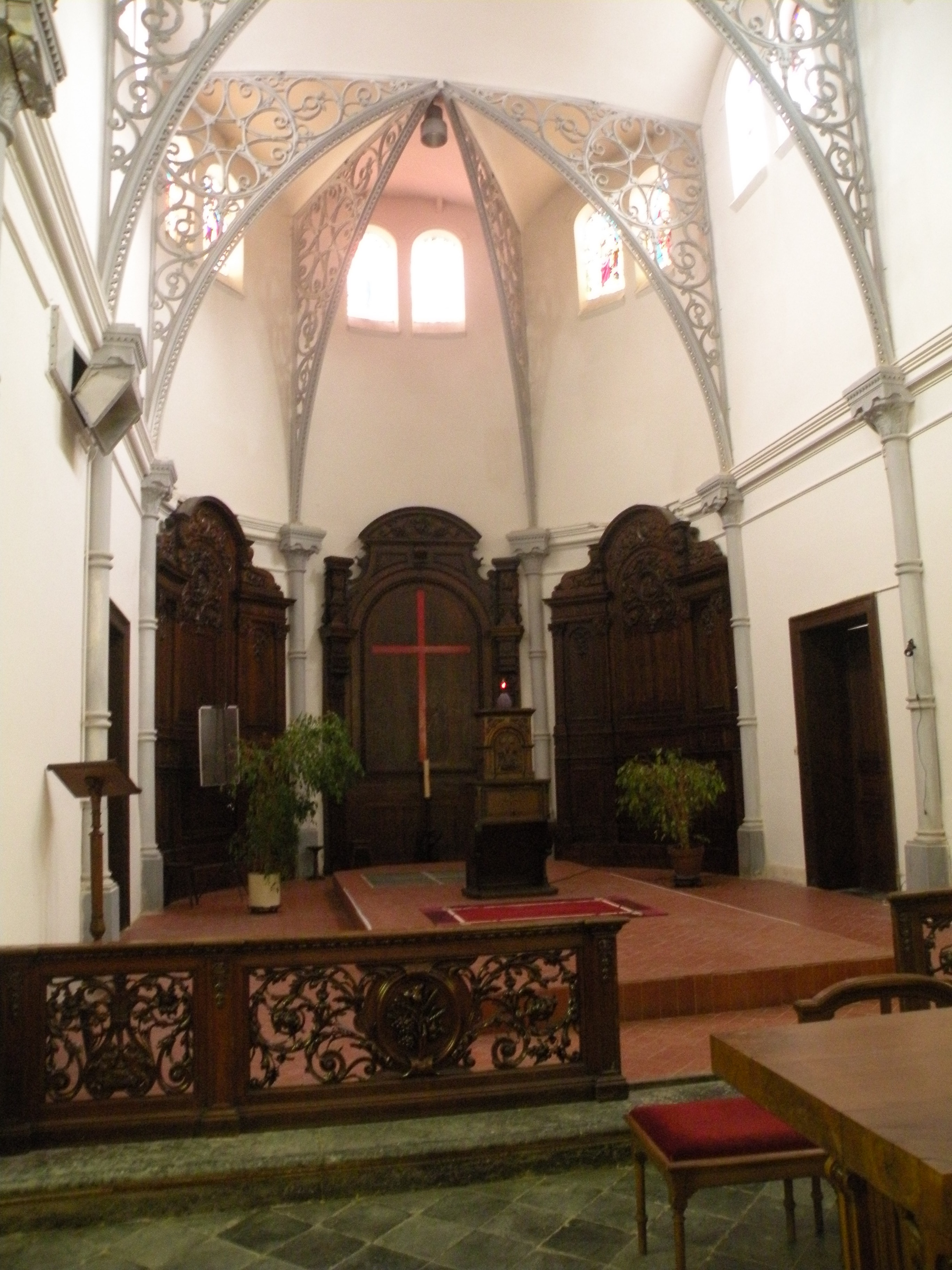
Église Notre-Dame-du-Tilleul, Maubeuge
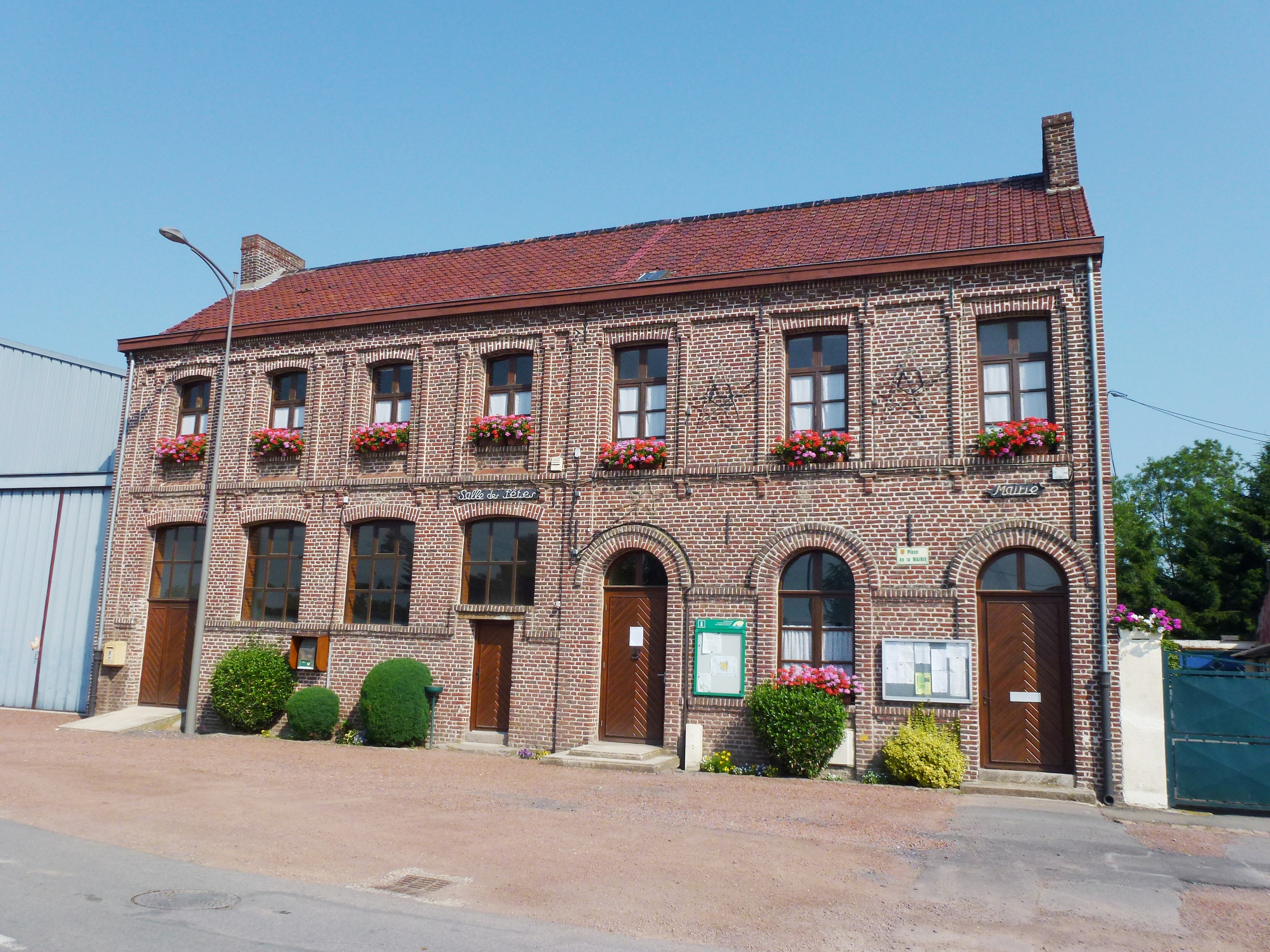
Mairie Sars-et-Rosières
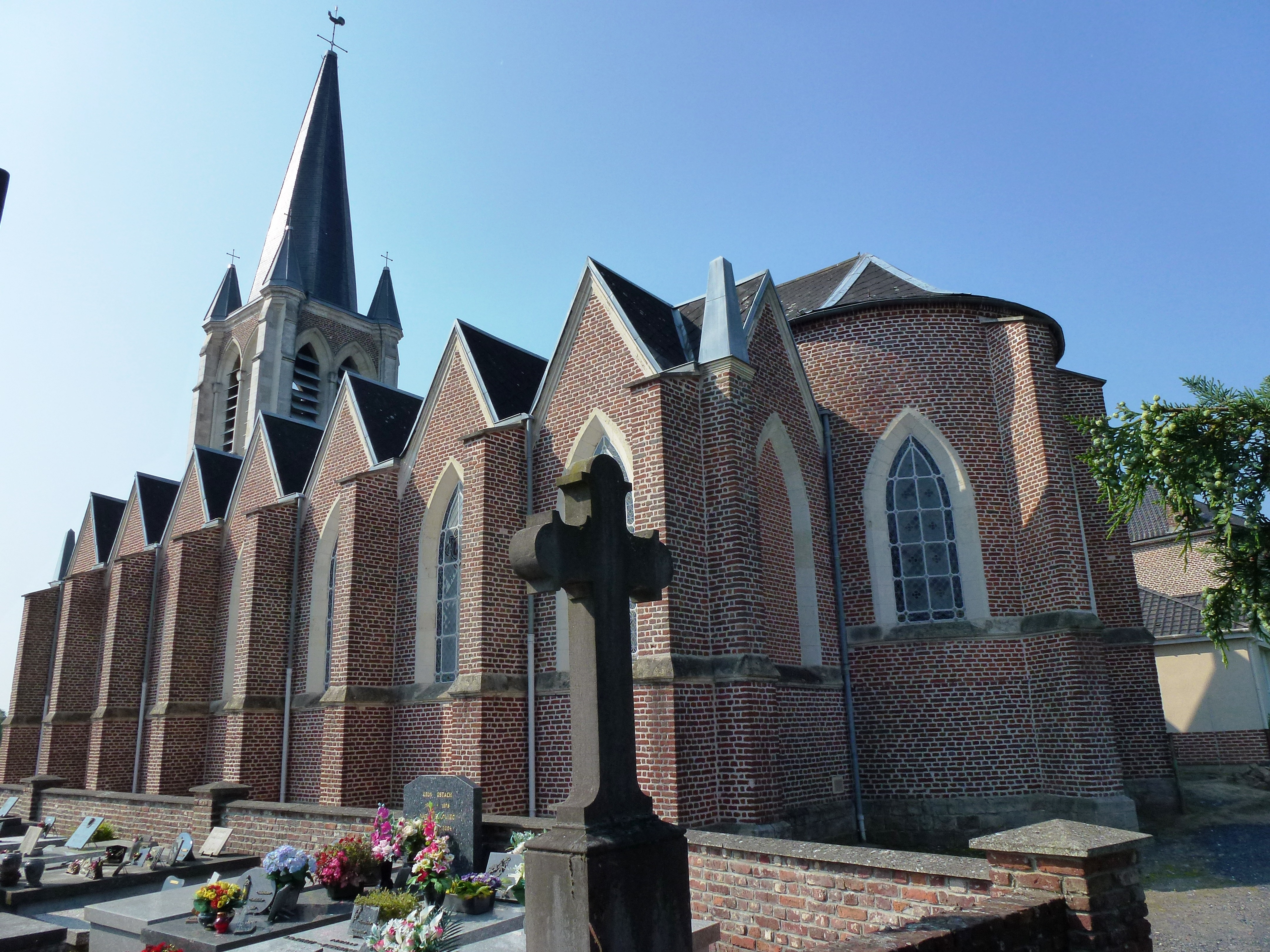
Église Sars-et-Rosières
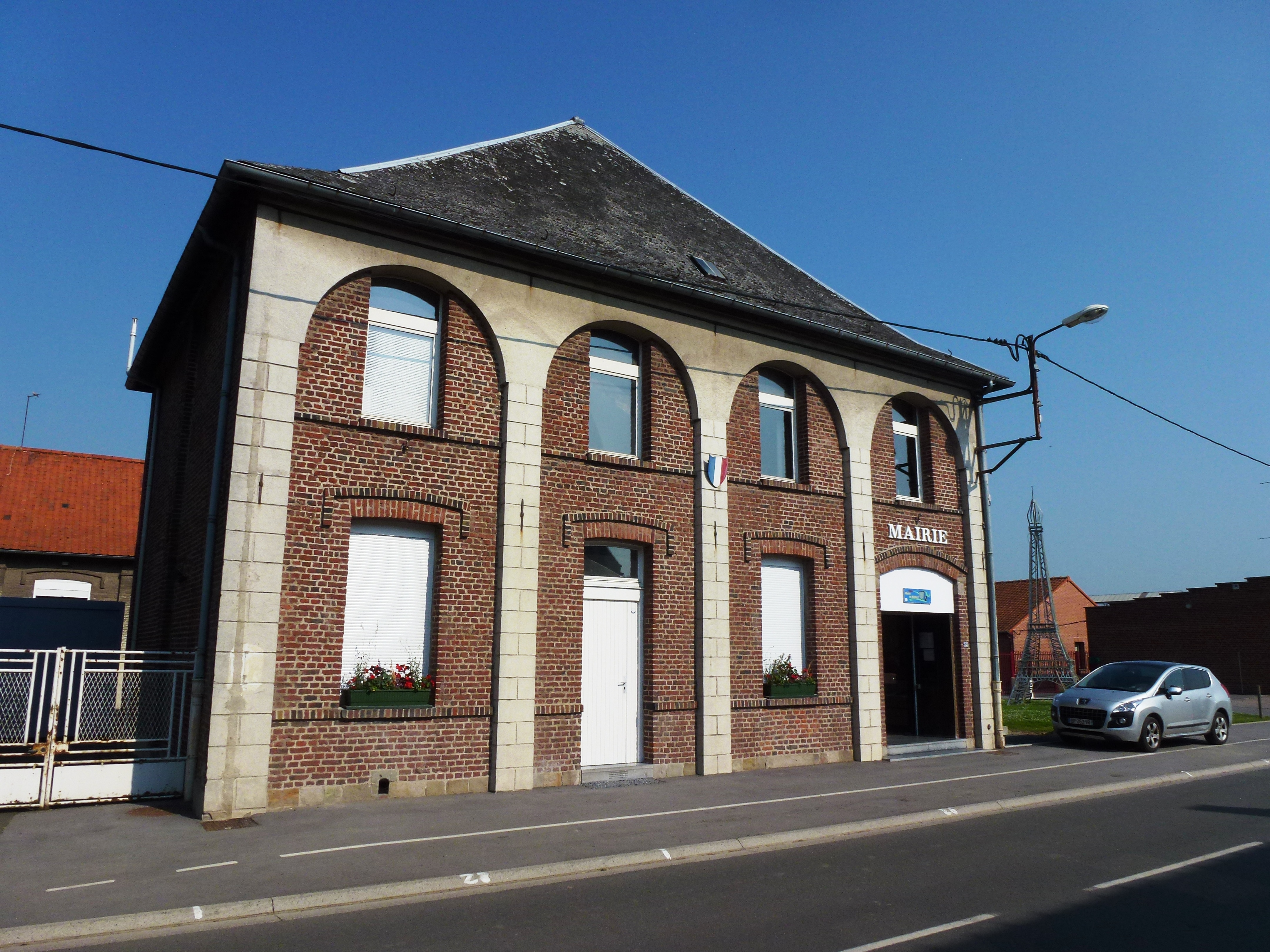
Mairie, Rosult
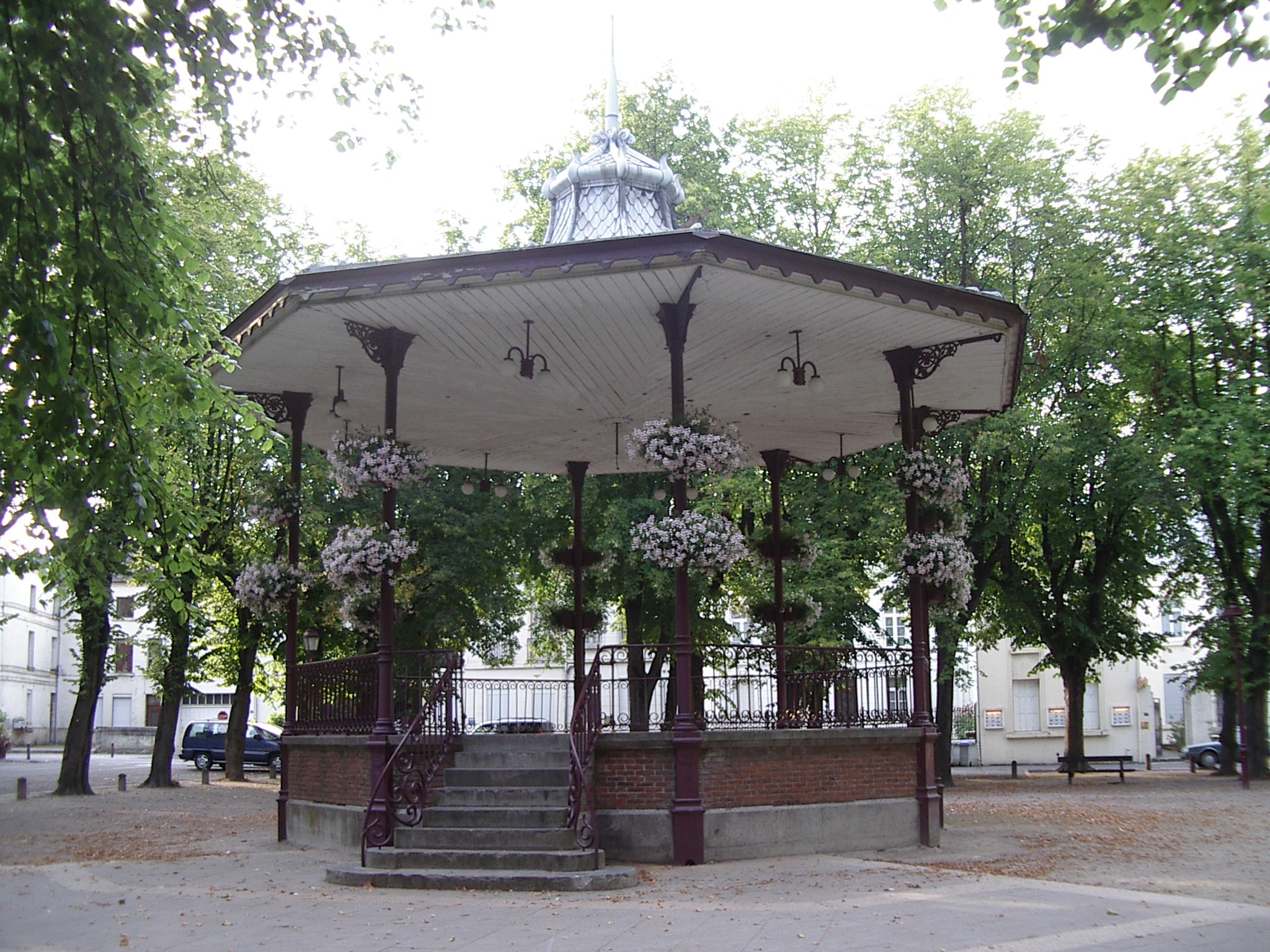
Kiosque à musique, Condé-sur-l'Escaut
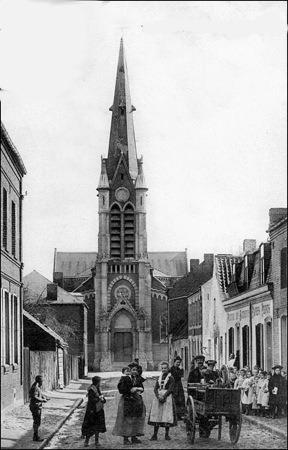
Église Sainte-Pharaïlde, Bruay-sur-l'Escaut
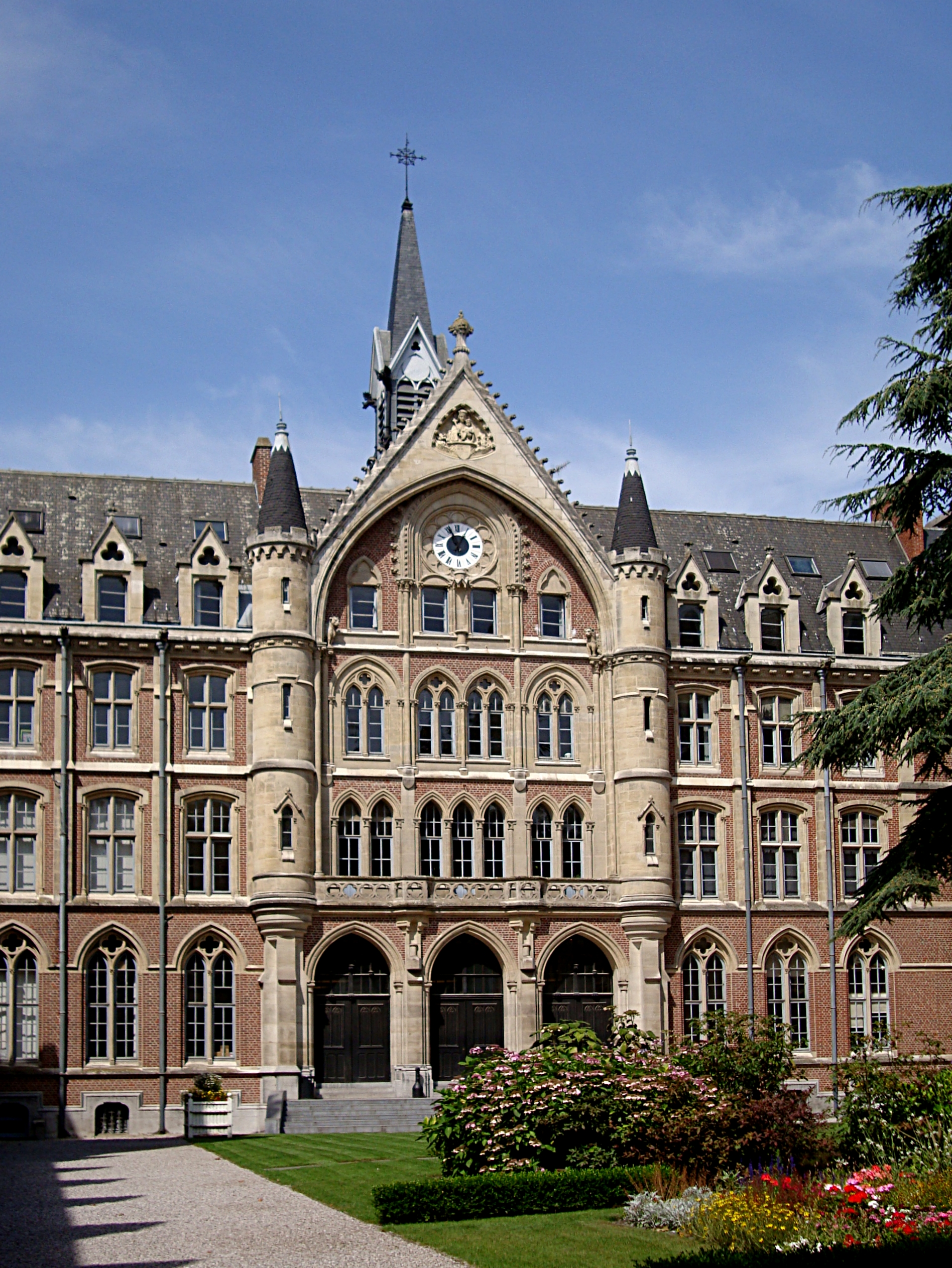
Entrée de la cour d'honneur de l'université catholique de Lille